# Ewan Mitchell
Ewan Mitchell (Derby, 8 marzo 1997) è un attore britannico.

## Carriera
Nel 2022 interpreta Aemond Targaryen in House of the Dragon, serie televisiva prodotta da HBO adattamento del romanzo di George R. R. Martin Fuoco e sangue.

## Filmografia

### Cinema
- Just Charlie - Diventa chi sei, regia di Rebekah Fortune (2017)
- High Life, regia di Claire Denis (2018)
- Saltburn, regia di Emerald Fennell (2023)

### Televisione
- The Halcyon – serie TV, 6 episodi (2017)
- Grantchester – serie TV, episodio 3x05 (2017)
- Doctors – serial TV, puntata 19x107 (2017)
- The Last Kingdom – serie TV, 28 episodi (2017-2022)
- World on Fire – serie TV, 6 episodi (2019-)
- Trigger Point – serie TV, 3 episodi (2022-)
- House of the Dragon – serie TV, 11 episodi (2022-)

## Doppiatori italiani
Nelle versioni in italiano delle opere in cui ha recitato, Ewan Mitchell è stato doppiato da:
- Alessio Nissolino in The Halcyon
- Stefano Broccoletti in The Last Kingdom
- Danny Francucci in High Life
- Mattia Nissolino in House of the Dragon
- Lorenzo Crisci in Saltburn